# Chautauqua

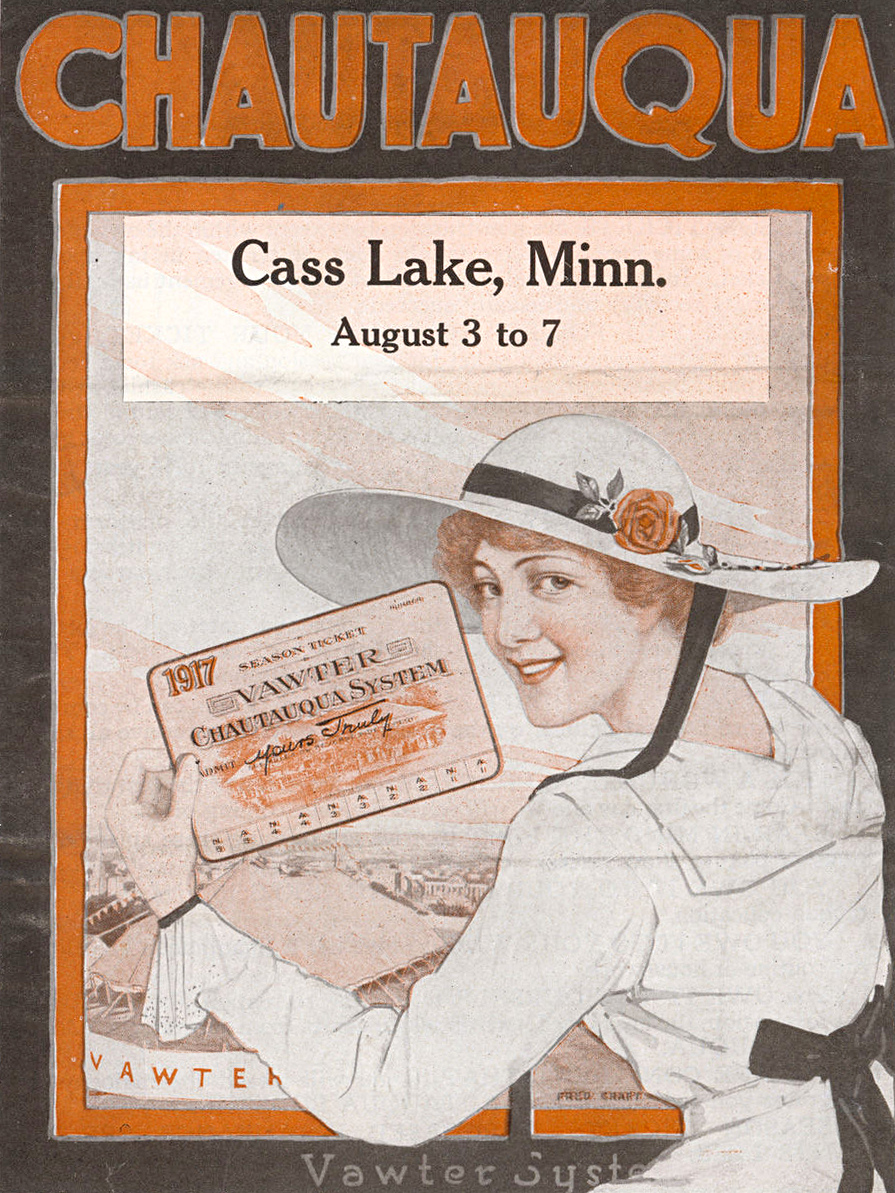
Chautauqua, Umschlag einer Broschüre von 1917

Chautauqua [ʃəˈtɔːkwə] war eine Bewegung der Erwachsenenbildung in den ländlichen Gebieten der USA vom Ende des 19. Jahrhunderts bis zum Beginn des 20. Jahrhunderts. Als Form der Lehrrede kombinierte die Chautauqua unterhaltende wie auch bildende Elemente in einer miteinander verschränkten Form, die auch die ästhetischen Ansprüche des Leserkreises abdecken und zur Teilnahme motivieren sollte.
Die 1874 im Chautauqua County (New York) gegründete Chautauqua Institution besteht bis heute und organisiert auf dem eigenen, ca. 3 km² großen Parkgelände am Chautauqua Lake jeden Sommer Lehrprogramme und Veranstaltungen in den Sparten Kunst, Bildung, Religion und Erholung.

## Entstehung
1874 wurde das Institut Chautauqua von dem methodistischen Pastor und späteren Bischof John Heyl Vincent und dem Unternehmer Lewis Miller an einem kleinen See ca. 25 km nordwestlich von Jamestown (New York) und ca. 20 km südöstlich des Eriesees im Chautauqua County (New York) gegründet. Der Lake Chautauqua gab diesem Modell und der folgenden Bewegung den Namen. Zu dieser Zeit waren die Folgen des amerikanischen Bürgerkriegs noch spürbar; viele Menschen zogen wegen sagenhafter Goldvorkommen nach Westen und nur 3 % aller amerikanischen Kinder erreichten die High School. Chautauqua war anfangs als Sommerschule für methodistische Sonntagsschullehrer konzipiert, schnell wurden die Themen und Lehrgebiete jedoch erweitert. Zusätzlich zur Bildung existierte in Chautauqua ein wohldurchdachtes Freizeitprogramm, das der Erholung diente.
1878 entwickelte Vincent ein 4-Jahres-Programm, den Chautauqua Literary and Scientific Circle (CLSC). Bereits in der ersten Stunde trugen sich 200 Interessenten dafür ein. Mehr als 8.400 Personen nahmen an den Lesezirkeln teil. Innerhalb von 10 Jahren stiegen die Einschreibungen auf 100.000.
1883 öffnete die Chautauqua-Universität mit dem Recht auf Vergabe von Abschlüssen ihre Pforten. Als erste Einrichtung in den USA stellten die Chautauquas Fernstudiendiplome aus.
Das Ziel von Chautauqua war es, Bildung und Kultur zu verbreiten, um ein mündiges „Weltbürgertum“ zu schaffen. Präsident Theodore Roosevelt bezeichnete die Veranstaltungen als „the most American thing in America“.

## Verbreitung
Ausgehend von Chautauqua New York gründeten sich überall in den USA unabhängige Chautauquas, die nicht mit dem originalen zusammenhingen, aber die Idee weitertrugen. So konnten vor allem Amerikaner in den ländlichen, abgelegenen Gegenden Wissen erlangen und Kultur genießen. 1890 erreichte die Zahl der „Unabhängigen“, wie sie auch genannt wurden, bereits 200.
Ab 1868 gründeten sich die Zelt-Chautauquas. Sie profitierten vom Enthusiasmus des originalen Chautauquas, waren aber tatsächlich näher verbunden mit der Post-Bürgerkriegs-Initiative Lyzeum. Zweck der ursprünglichen Lyzeums-Bewegung war die Selbst- und Gemeinschaftsverbesserung durch Vorträge und Diskussionen auf literarischen, wissenschaftlichen und moralischen Gebieten. Die 3- bis 7-tägigen Veranstaltungen der wandernden Zelt-Chautauquas bestanden aus Vorträgen, Theater- und Opernaufführungen, Filmvorführungen und Diskussionen über politische, soziale und kulturelle Tagesthemen.
Bis 1898 entstanden mehr als 150 permanente Chautauquas als Sommercamps mit aus Holz errichteten Versammlungs- und Sozialgebäuden. Ihre goldene Zeit erlebte die Chautauqua-Bewegung zwischen 1905 und 1928. Am Höhepunkt ihrer Entwicklung waren ca. 1000 permanente und mehr als 10.000 wandernde Chautauquas entstanden. Nach Boulder, Colorado, wo 1899 das größte Chautauqua-Zentrum errichtet worden war, pilgerten jede Saison ca. 100.000 Menschen. In Pacific Palisades, westlich von Los Angeles, entstand Anfang der 1920er Jahre eine große Chautauqua-Gemeinde, die innerhalb der USA zum westlichen Zentrum der Bewegung werden sollte. Die Gemeinde konnte jedoch langfristig nicht Fuß fassen.

## Nachwirkung
Bis 1932 verschwanden fast alle Wander-Chautauquas wieder. Rundfunk, Film und Fernsehen sowie die zunehmende Mobilität trugen erheblich dazu bei.
1974 veröffentlichte Robert M. Pirsig den teils auf eigenen Erfahrungen und philosophischen Gedanken beruhenden Roman Zen und die Kunst ein Motorrad zu warten, in dem er seine während einer Motorrad-Überlandfahrt, mit dem Sohn auf dem Sozius, geübte innere Auseinandersetzung mit Vergangenheit, Erfahrungen und Begrifflichkeiten stets als Chautauqua bezeichnet.
1999 veranstaltete man in Boulder zum 100. Geburtstag des dort einst ansässigen Chautauqua den „1. Internationalen Dialog“, der die Tradition wieder aufleben lassen sollte. Verschiedene Dialogverfahren zur Organisationsentwicklung, im Bildungswesen und zur Konfliktlösung wurden vorgestellt und diskutiert.

## Chautauqua im Film
In seinem vorletzten Spielfilm aus dem Jahre 1969, The Trouble with Girls, spielt Elvis Presley den Manager einer Chautauqua-Truppe. Der Film schildert episodenhaft das Leben bei und im Umfeld der Chautauqua während eines Aufenthalts in einer Kleinstadt im US-Bundesstaat Iowa im Jahre 1927.